# Jens Erik Nielsen
Jens Erik Nielsen (født 1942 – 9. juni 2012) er en tidligere dansk atlet medlem af Ben Hur.
Jens Erik Nielsens karriere toppede i 1965, da han ved DM satte dansk rekord på 400 meter hæk med 52,8. Han vandt to danske mesterskaber; 400 meter 1962 og 400 meter hæk 1965.

## Danske mesterskaber
- Guld 1965 400 meter hæk 52,8 DR
- Sølv 1964 800 meter 1,52,8
- Sølv 1964 400 meter hæk 54,0
- Guld 1962 400 meter 49,4
- Sølv 1962 400 meter hæk 54,5

## Personlige rekorder
- 400 meter hæk: 52,8